# نوربورگ
نوربورگ (به آلمانی: Nürburg) یک منطقهٔ مسکونی در آلمان است که در Adenau واقع شده‌است. نوربورگ ۱۶۴ نفر جمعیت دارد.